# 阿尔布巴
阿尔布巴（藏語：ང་ཕོད་རྡོ་རྗེ་རྒྱལ་པོ་，威利转写：nga phod rdo rje rgyal po；？—1728年）即阿沛·多吉杰布，又译阿尔布巴·多吉杰布，清朝西藏工布江达人，甘丹颇章政权（噶厦）的噶伦。通称噶伦阿沛。
在拉藏汗时为噶伦，总理政务。康熙五十六年（1717年）准噶尔汗国入侵西藏，他在工布江达拥兵自卫，抵御准噶尔东侵。康熙五十九年（1720年）清朝抚远大将军、皇十四子胤禵请他到青海噶玛塘相见，担任进藏清军先遣队总管。康熙六十年（1721年）受封贝子兼噶伦，管理工布江达兵马事务。当时西藏噶伦分为两大派，矛盾尖锐。以阿尔布巴、隆布奈、扎尔鼐为代表的前藏势力，反对康济鼐、颇罗鼐为代表的后藏势力，企图夺取西藏地方政府的最高权力。雍正五年（1727年）六月十八日，阿尔布巴、隆布奈、扎尔鼐联合举兵作乱，于拉萨大昭寺杀害首席噶伦康济鼐，且想要攻后藏，后藏日喀则之颇罗鼐一面报朝廷，一面率后藏、阿里兵9000余人，往前藏进讨阿尔布巴。十一月，清廷为平息西藏动乱，决定派左都御史查郎阿、副都统迈禄前往增援颇罗鼐。清军还未赶到，颇罗鼐所部已于雍正六年（1728年）五月二十五日到达喀巴，与隆布奈军战于喀木卡伦，获胜。五月二十六日，颇罗鼐率军进入拉萨，围攻布达拉宫。五月二十八日，阿尔布巴、隆布奈、扎尔鼐被寺庙喇嘛擒献，后被清朝朝廷以叛逆罪处死。西藏之乱平定。